# Federico Ezquerra
Pour les articles homonymes, voir Ezquerra.
Ezquerra  Alonso est un nom espagnol. Le premier nom de famille, en général paternel, est Ezquerra ; le second, en général maternel, souvent omis, est Alonso.
Federico Ezquerra Alonso, né le 10 mars 1909 à Valle de Gordejuela et mort le 30 janvier 1986 à Sodupe, est un coureur cycliste espagnol. Professionnel de 1928 à 1944, il a été champion d'Espagne sur route en 1940. Il a également remporté le Tour de Catalogne en 1942 et été vainqueur d'étape du Tour d'Espagne 1941 et du Tour de France 1936.

## Palmarès
- 1930
  - 3e de la Prueba Villafranca de Ordizia
- 1931
  - Tour du Levant :
    - Classement général
    - 1re, 3e et 4e étapes

  - 3e du Circuito Ribera del Jalón
  - 3e de la Subida a Urkiola
- 1932
  - Vuelta a Alava
  - GP Vizcaya
  - 2e de la Prueba Villafranca de Ordizia
  - 3e de Barcelone-Madrid
- 1933
  -  Champion d'Espagne de demi-fond
  - GP Vizcaya
  - Subida a Santo Domingo
  - 1re et 7e étapes du Tour de Galice
  - Vuelta a Pontevedra :
    - Classement général
    - 1re étape

  - 7e étape du Tour du Levant
  - 3e du Tour de Galice
  - 3e du Tour du Levant
- 1934
  - GP de Bilbao
  - 2e du GP Republica
  - 3e du Tour de Castille
- 1935
  - Circuit de Getxo
  - GP de Bilbao
  - GP Vizcaya
  - Cinturion de Bilbao
  - 2e et 3e étapes du GP Republica
  - 8e étape du Tour de Catalogne
  - 2e du Tour de Catalogne
  - 2e du Tour du Pays basque
  - 2e de la Subida a Arantzazu
- 1936
  - 11e étape du Tour de France
  - 5e et 9e étapes du Tour de Catalogne
  - 2e de la Subida a Arantzazu
  - 2e de la Subida a Santo Domingo
  - 3e de la Subida a Urkiola
  - 5e du Tour de Catalogne
- 1938
  - Eibar-San Sebastián-Eibar :
    - Classement général
    - 1re étape

  - GP Alava
  - GP de Bilbao
  - Prueba Villafranca de Ordizia
  - Cinturion de Bilbao
  - 3e étape de Bilbao-San Sebastián-Bilbao
  - 2e de Bilbao-San Sebastián-Bilbao
  - 3e de la Subida a Santo Domingo
- 1939
  - Cinturion de Bilbao
  - Vuelta a Alava
  - 4e étape du Circuit du Nord
  - 2e du Circuit du Nord
  - 2e de la Prueba Villafranca de Ordizia
- 1940
  -  Champion d'Espagne sur route
  - Circuit de Getxo
  - Circuit du Nord :
    - Classement général
    - 8e étape

  - GP Pascuas
  - Prueba Villafranca de Ordizia
  - Tour du Levant :
    - Classement général
    - 1re et 4e étapes

  - 2e de la Subida a Arantzazu
  - 3e de la Subida a Santo Domingo
  - 3e de la Vuelta a Alava
  - 3e du GP Alava
- 1941
  - 13e étape du Tour d'Espagne
  - 2e du championnat d'Espagne de la montagne
  - 3e du GP Alava
- 1942
  - Circuit de Getxo
  - Circuit du Nord :
    - Classement général
    - 2e et 5e étapes

  - Tour de Catalogne :
    - Classement général
    - 1re étape (contre-la-montre par équipes)

  - 4e étape du Circuito Castilla-León-Asturias
  - 2e du Circuito Castilla-León-Asturias
  - 2e du Cinturion de Bilbao
  - 3e du GP Alava
  - 3e de la Subida a Santo Domingo
- 1943
  - 3e du Circuit de Getxo
- 1944
  - 3e du championnat d'Espagne de la montagne

## Résultats sur les grands tours

### Tour de France
4 participations
- 1934 : 19e
- 1935 : abandon (5e étape)
- 1936 : 17e, vainqueur de la 11e étape, 3e du classement de la montagne
- 1937 : abandon (14ec étape)

### Tour d'Espagne
2 participations
- 1935 : abandon (4e étape[1])
- 1941 : abandon (19e étape[2]), vainqueur de la 13e étape